# Christian Fetzer
Christian Fetzer (11 de enero de 1984) es un deportista alemán que compitió en lucha grecorromana. Ganó una medalla de plata en el Campeonato Europeo de Lucha de 2005, en la categoría de 66 kg.

## Palmarés internacional
| Campeonato Europeo | Campeonato Europeo | Campeonato Europeo | Campeonato Europeo |
| Año                | Lugar              | Medalla            | Categoría          |
| ------------------ | ------------------ | ------------------ | ------------------ |
| 2005               | Varna (Bulgaria)   | Medalla de plata   | 66 kg              |